# SPA 110/330-PLN 020
A SP 110/330 - PLN 020 é um complexo viário e a principal ligação de Paulínia com as rodovias Anhanguera e Bandeirantes. Também conhecida como Estrada Paulínia-Sumaré, PLN 020 (em Paulínia) ou Rodovia 330-110 (em Sumaré), por ser acesso da SP-330 (Km 110) à cidade de Paulínia, essa rodovia tem uma importância enorme para Paulínia. Além de dar acesso às rodovias citadas anteriormente, nela se localizam a prefeitura de Paulínia, o Theatro Municipal de Paulínia, o Parque Brasil 500 e o Paulínia Shopping, além da rodoviária. O trecho paulinense foi construído durante a gestão do prefeito José Lozano Araújo.

## PLN 020
O trecho localizado em Paulínia, cuja referência é PLN 020 é pista duplicada e com asfalto em boas condições. Recebeu a denominação Rodovia José Lozano Araújo em 16 de dezembro de 1974, através do decreto n° 782, em homenagem a José Lozano Araújo, líder da emancipação de Paulínia e seu primeiro prefeito. Posteriormente, através da Lei n° 2594 de 22 de maio de 2003, teve seu nome alterado para avenida José Lozano Araújo, que permanece até hoje.

## Acesso SPA 110/330
Em Sumaré a rodovia se torna pista única. Esse trecho foi recentemente recapeado pelo governo do estado de São Paulo, que construiu uma passarela próximo ao trevo com a Anhanguera. Recebe a denominação Rodovia Adauto Campo Dall'Orto por causa da Lei estadual n° 12926, de 23 de abril de 2008. Em 2013, o DER-SP anunciou que vai duplicar o trecho da rodovia. As obras devem ter início em 2015.